# Byfjärden
Byfjärden är den innersta delen av Iggesundsfjärden belägen cirka en mil söder om Hudiksvall. Byfjärdens nordligaste del kallas Norrbotten och dess sydligaste (utanför pappersmassefabriken i Iggesund) i konsekvensens namn Sörbotten. 
I Byfjärden mynnar Sjöbyttebäcken och Drevtjärnsbäcken. 
Isen ligger länge på denna avskilda fjärd och den är därför under vårvintern ett populärt tillhåll för skoteråkare, skidåkare och pimplare.